# Kelurahan Sonorejo (administrativ by i Indonesien, lat -7,66, long 110,80)
Kelurahan Sonorejo är en administrativ by i Indonesien.   Den ligger i provinsen Jawa Tengah, i den västra delen av landet, 500 km öster om huvudstaden Jakarta.